# Instituto de España

Emblem

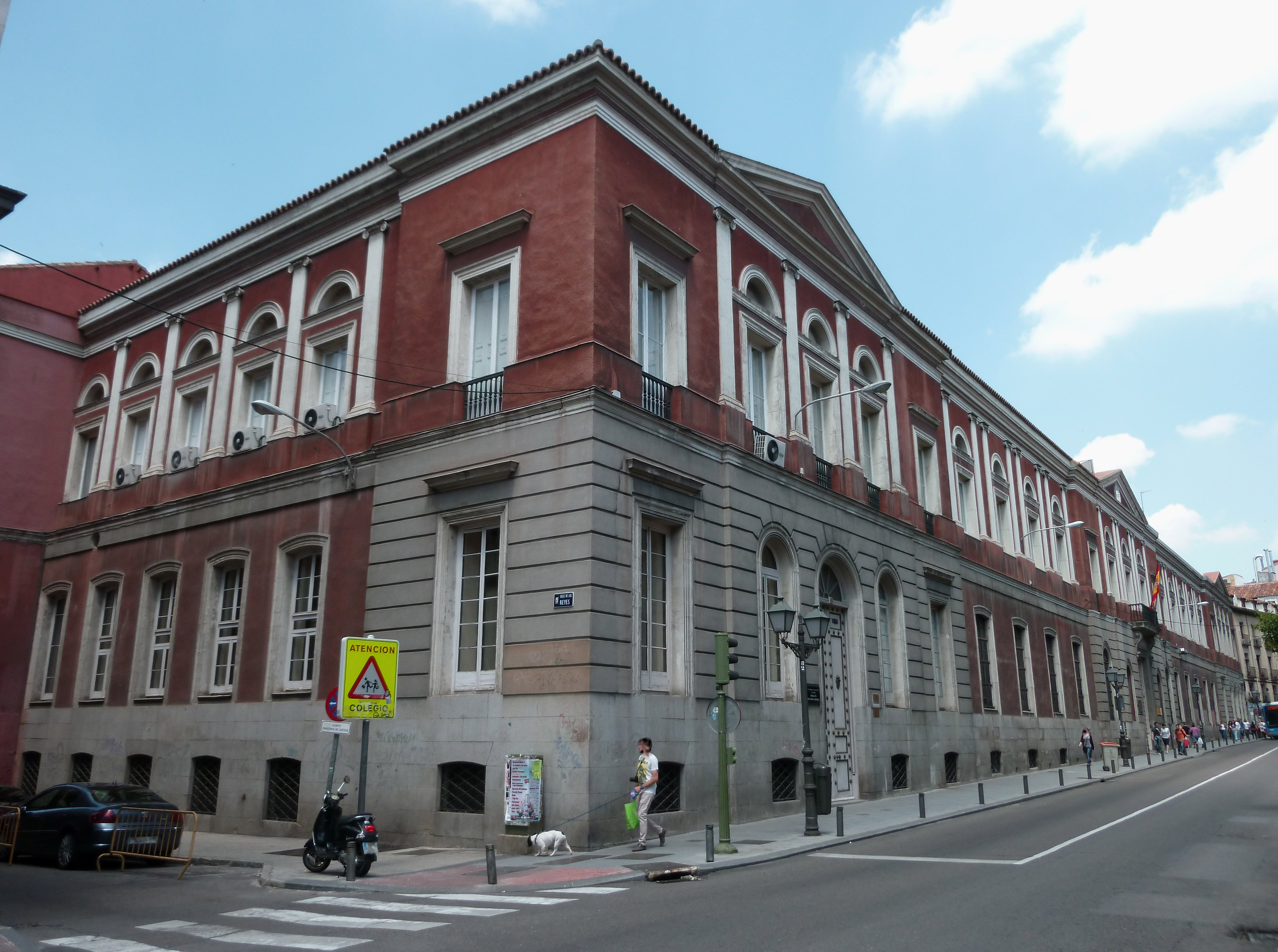
Sitz im Caserón de San Bernardo

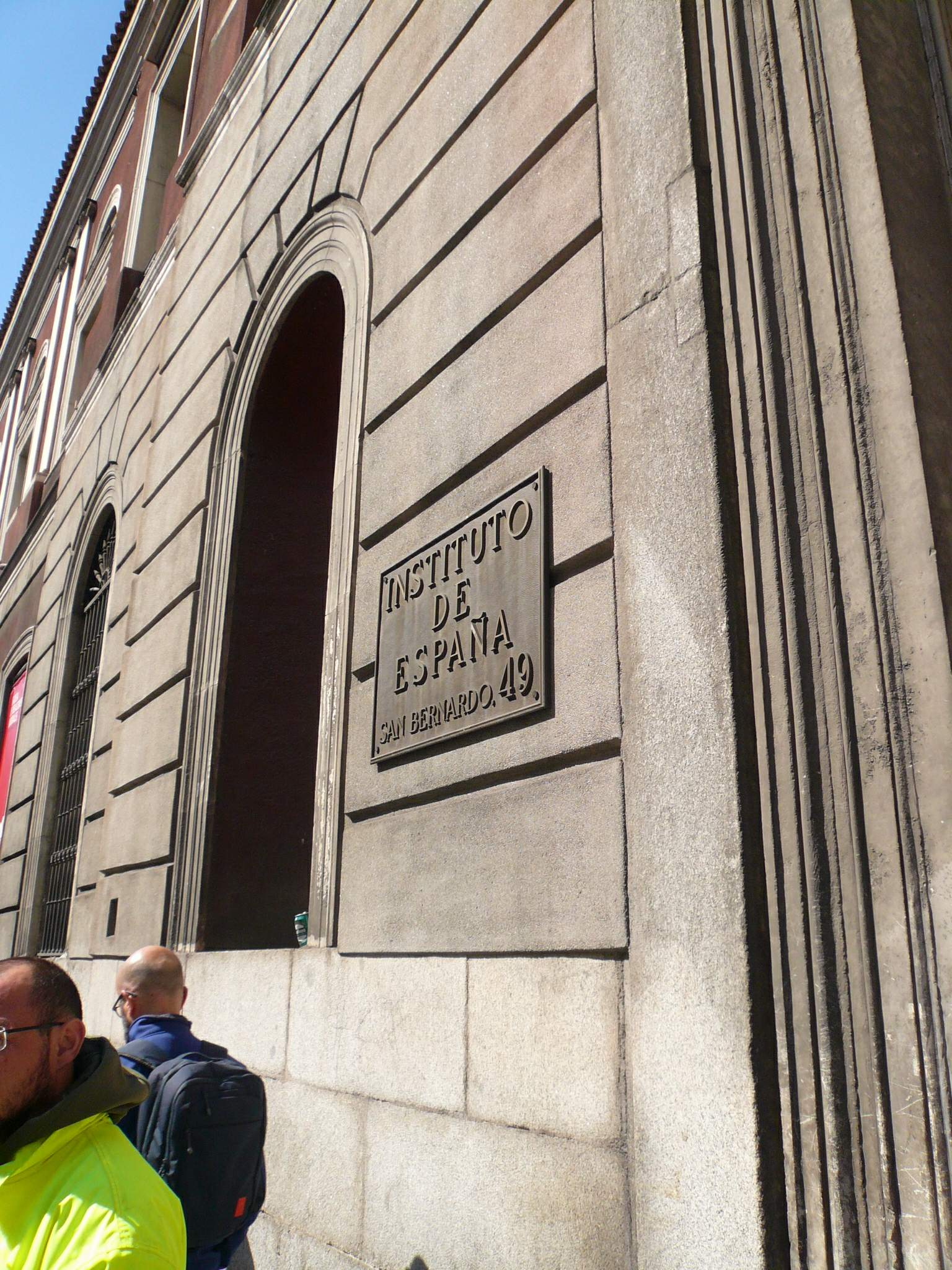
Eingang in Nr. 49

Das Instituto de España (IdeE) ist die Einrichtung, welche die zehn königlichen Akademien Spaniens in Madrid und Barcelona von nationaler Bedeutung vereinigt; sie wird aus ihren Vorständen gebildet. Der gegenwärtige Sitz ist im Caserón de San Bernardo Nr. 49. Das satzungsmäßige Ziel liegt darin, unter den Mitgliedsakademien „mantener y estrechar la fraternidad espiritual“ (die spirituelle Bruderschaft aufrechterhalten und enger machen) und eine obere Vertretung im Land und nach außen zu haben.
Das Instituto de España wurde am 1. Januar 1938 in Salamanca geschaffen auf Betreiben der Franco-Anhänger Eugenio d’Ors, Pedro Muguruza und Agustín González de Amezúa. Der Komponist Manuel de Falla wurde zwar als erster Präsident gewählt, nahm das Amt aber nicht wahr. Der konservative Bischof von Madrid Leopoldo Eijo y Garay war der Präsident von 1942 bis 1963, der Architekt Fernando Chueca Goitia von 1978 bis 1986, als erste Frau die Biochemikerin Margarita Salas Falgueras von 1995 bis 2003. Der Mathematiker Jesús María Sanz-Serna ist zurzeit der Präsident.

## Organisation
Das Instituto de España organisiert sich durch regelmäßige Konferenzen und Publikationen. Besondere Anlässe sind das Gründungsdatum, der Welttag des Buches (23. April) und die Eröffnung des jährlichen Akademischen Kurses (Oktober).

## Mitgliedsakademien
Mitglieder sind die königlichen Akademien (Beitrittsjahr):
- Real Academia Española, 1938
- Real Academia de la Historia, 1938
- Real Academia de Bellas Artes de San Fernando, 1938
- Real Academia de Jurisprudencia y Legislación, 1946
- Real Academia de Ciencias Exactas, Físicas y Naturales, 1938
- Real Academia de Ciencias Morales y Políticas, 1938
- Real Academia Nacional de Medicina, 1938
- Real Academia Nacional de Farmacia, 1946
- Real Academia de Ingeniería de España, 2015
- Real Academia de Ciencias Económicas y Financieras, 2017, Barcelona

## Belege
1. ↑  El Instituto de España | Instituto de España. Abgerufen am 15. November 2022 (spanisch).
2. ↑  Composición de la Junta Rectora | Instituto de España. Abgerufen am 15. November 2022 (spanisch).
3. ↑  Las Reales Academias | Instituto de España. Abgerufen am 15. November 2022 (spanisch).